# بريد ماليزيا
بريد ماليزيا ( MYX ) هي خدمة توصيل بريدية في ماليزيا ، ويعود تاريخها إلى أوائل القرن التاسع عشر.
يوفر بريد ماليزيا الخدمات البريدية والخدمات ذات الصلة، وهي:
- البريد القياسي (Flexipack Local ، البريد القياسي، البريد غير القياسي، البطاقات البريدية، Mel Rakyat ، Pos Ekspres ، Pos Daftar ، Pos Solutions).
- البريد السريع، الشحن السريع والطرود CEP (التسليم في نفس اليوم، التوصيل في اليوم التالي، خدمة معينة في الوقت المحدد، Pos Parcel ، Pos Ekspres ، حزمة Pos Laju مسبقة الدفع، خدمة التوصيل عند الطلب، مغلفات / صناديق مدفوعة مسبقًا).
- البيع بالتجزئة (دفع الفواتير، تجديد رخصة القيادة، التأمين الشخصي، خدمات شحن المركبات).
- البريد الدولي ( الرسائل الدولية الواردة والصادرة، والحزم الصغيرة، والطرود).
- اللوجستية (التخزين، والشحن).
- التجارة الإلكترونية (الإيفاء الإلكتروني، الدفع الإلكتروني، السوق الإلكترونية).[3]

تمتلك الشركة امتيازًا حصريًا لتقديم خدمات البريد عبر شبكتها التي تضم أكثر من 926 فرعًا ومكاتب بريد صغيرة في ماليزيا. ومع ذلك، لا يزال يتم الإبلاغ عن مشكلة رسائل الخسارة في كثير من الأحيان، ولكن لا توجد إحصاءات تنشر للجمهور.

## روابط خارجية
- بوس ماليزيا الموقع الرسمي